# Деннінг (Нью-Йорк)
Деннінг (англ. Denning) — місто (англ. town) в США, в окрузі Ольстер штату Нью-Йорк. Населення — 493 особи (2020).

## Демографія
Згідно з переписом 2010 року, у місті мешкала 551 особа в 234 домогосподарствах у складі 142 родин. Було 531 помешкання
Расовий склад населення:
| - 94,9 % — білих - 1,1 % — чорних або афроамериканців - 0,7 % — корінних американців - 0,2 % — азіатів |

До двох чи більше рас належало 2,7 %. Частка іспаномовних становила 1,3 % від усіх жителів.
За віковим діапазоном населення розподілялося таким чином: 17,6 % — особи молодші 18 років, 65,7 % — особи у віці 18—64 років, 16,7 % — особи у віці 65 років та старші. Медіана віку мешканця становила 46,2 року. На 100 осіб жіночої статі у місті припадало 106,4 чоловіків;  на 100 жінок у віці від 18 років та старших — 107,3 чоловіків також старших 18 років.
Середній дохід на одне домашнє господарство  становив 83 240 доларів США (медіана — 77 969), а середній дохід на одну сім'ю — 97 003 долари (медіана — 84 091). Медіана доходів становила 53 393 долари для чоловіків та 37 361 долар для жінок. За межею бідності перебувало 8,9 % осіб, у тому числі 4,8 % дітей у віці до 18 років та 5,8 % осіб у віці 65 років та старших.
Цивільне працевлаштоване населення становило 232 особи. Основні галузі зайнятості: мистецтво, розваги та відпочинок — 30,2 %, освіта, охорона здоров'я та соціальна допомога — 21,1 %, науковці, спеціалісти, менеджери — 12,5 %, публічна адміністрація — 7,8 %.